# 石田雨竜
石田 雨竜（いしだ うりゅう）は、久保帯人作の漫画作品およびそれを原作としたアニメ『BLEACH』に登場する架空の人物。アニメの声優は杉山紀彰（年少時代: 本田貴子）。実写映画での俳優は吉沢亮。

## プロフィール
- 身長：171cm→177cm
- 体重：55kg→57kg
- 血液型：AB型
- 生年月日：11月6日
- テーマミュージック：イディオテック / レディオヘッド（アルバム『キッド A』収録）

## 人物
黒崎一護のクラスメイトにして、公の記録では200年前（後述の涅マユリ個人の記録では十数年前）に尸魂界によって絶滅させられたはずの対虚退魔眷族「滅却師（クインシー）」の生き残りのひとり。一人称は「僕」。現在、雨竜以外の同族が尸魂界側から確認されないため（父・石田竜弦は滅却師として活動していないため未確認）護廷十三隊の涅マユリに「希少種」と呼ばれる。
生き残った滅却師達が監視を受け続ける最中、（監視対象として）最後の滅却師だった祖父・石田宗弦の生き方や信念に憧れ、幼少から志願し滅却師としての手ほどきを受ける。しかし、とある事件によって師匠である祖父を失い、これが原因で尸魂界関係者を嫌っていた。尚、尸魂界へ行くまで認識されていなかったため、監視対象からは外れていた。
死神代行である一護もその例外ではなく、彼との勝負で虚を呼び寄せる撒き餌を使うという、周囲を脅威に晒す様な非常に危険な行為を用いてでも、滅却師の力を証明しようとしたが、一護と接触するうちに考え方が変わってゆき、文句を言いつつも一護たちの傍にいるようになる。一護とはいわゆる腐れ縁となっている。
力押しの戦いやキャラが多い本作においては、珍しく頭脳を駆使して戦う人物でもある。遠隔戦に優れている。
祖父・宗弦を尊敬しているが、金にならないという理由で滅却師を否定する父・竜弦とは考え方の違いから反発しており、折り合いが悪い。また、竜弦のことを呼び捨てにしており、このことに対して竜弦は快く思っていない。アニメの番外編では竜弦と直接対決し、竜弦の方が矢の数が多いことが明かされた。
父の竜弦は一護の母である真咲のいとこである為、雨竜と一護ははとこの関係にあるが、親戚関係である事を知っていたのか（一護は、一心から聞かされて知った）どうかは不明。

### 性格
実家は総合病院を経営してそれなりの経済基盤を持っているが、母・片桐叶絵を早くに亡くし、父・竜弦と不仲であったこともあってか、空座第一高校に通っている頃には親元を離れアパートで一人暮らしをしている。携帯電話をもっていない。
常に自分は滅却師であることを主張することを忘れず、様々な処でそれがうかがえる。普段は冷静沈着で芝居がかった口調が特徴。一学期の中間考査、期末考査は連続で学年トップになるほど頭も良く、教養も高く、破面たちが主に使うスペイン語の用語の意味を理解しており、皮肉として自ら使ったこともある。反面、やや天然の気があり、嘘が病的に下手。また女性に対して強く出られない所があり、嫌悪している死神でも女性に対しては紳士的。
勉学と滅却師以外では裁縫が特技で、手芸部員1年生にして部長を勤め、投げ上げた布を空中で縫う荒業を持つ。その腕にイヤミと敬意をこめて「メガネミシン」と影で呼ばれる。その腕は、ルキアの為に一から縫製し、破れた現世組面々の服をアレンジを加えた上で普段着として再び使えるまで修繕したり、破けたコンのぬいぐるみの修復（アレンジ込み）などに重宝されている。チャド曰く、女物の服を作る才能がある。しかし自身が「かっこいい」と考えている感性に関しては一部のキャラ（主にコン）から批判されている。
滅却師を示す十字模様を好み、茶渡の服やコンの後頭部に勝手に付け加えたりしている。カラクライザーの衣装も手掛けた。得意料理はサバの味噌煮（単行本では筑前煮も得意と言っている）。
第一印象が「弱い」と思われる事が多く、ペッシェには虚圏侵入組の中で一番弱いと思われていた。しかし、実際には隊長格を戦闘不能に追い込んだり、1回目のザエルアポロ戦で追い詰めるなど戦闘力は高い。
一護や涅など一部キャラを除いては、大体は「さん」や「君」をつけることが多く、苗字で呼ぶことの方が多い。

## 経歴

### 尸魂界篇
ルキアを尸魂界へ連れて行こうとする恋次との対決に敗れてから、散霊手套を使いこなすための修行を行い尸魂界へ一護達と同行。瀞霊廷侵入後は織姫と行動を共にし、七番隊第四席の一貫坂慈楼坊を瞬殺し、涅マユリとの戦闘において祖父の死に涅が関わっていた真実を知り、滅却師最終形態で戦って卍解状態のマユリを一撃で倒す。その代償に、滅却師としての能力を失う。その直後近くを通りかかった東仙要に倒され、茶渡や岩鷲とともに投獄された。その後、十一番隊に救出された。

### 破面篇
現世に戻った後、力を失った状態で虚に襲われるが竜弦に助けられ「死神とその仲間に今後一切関わらない」という条件の元、竜弦との修行により力を取り戻す。その後、父に下された条件のこじ付けで導き出した穴を突き、織姫救出のため、一護・チャドと共に虚圏に侵入。破面アイスリンガー・ウェルナールを倒し、虚夜宮（ラス・ノーチェス）侵入後はチルッチ交戦時からペッシェ・ガティーシェと同行する羽目になる。ザエルアポロと交戦中の恋次の助っ人として参戦、ザエルアポロの能力に押されピンチに陥るが、虚圏にやってきたマユリに恋次と共に窮地を救われる。
全ての黒腔封鎖による虚圏幽閉後は、ウルキオラと戦う一護の救援に駆けつける。一護に織姫の安全を任せられたが、織姫の気持ちを汲んで一護の元に駆けつけ、敗北した一護を織姫が治療する時間を稼ぐためにウルキオラと対峙するも敗北する。その際、左手首を失ってしまう（アニメでは骨折に変更）が、ウルキオラの死後に織姫の治療によって元通りになる。

### 死神代行消失篇
空座町決戦後の17ヶ月後は空座第一高校の3年生になって生徒会長を務めており、死神の力を失った一護に変わり、浦原商店の要請時に限って虚退治に動いている（一護には、尸魂界に目を付けられているんじゃないかと気にかけられている）。力を失った一護に霊圧がある事に気づき、一護の家の前までに行った時に謎の男（月島）が瞬歩を使っているかの様に空中を歩行しているのを目撃するが、追跡中に背後から銀城に斬られ、重傷を負ってしまう。織姫に治療を施された後に病院を抜け出し、銀城と月島が仲間だということを一護に伝えようとしたが、既に手遅れで一護の完現術は奪われ、雨竜も月島によって再び重傷を負ってしまう。その後、尸魂界から来たルキア達、死神の力によって一護は力を取り戻し、雨竜はルキアの応急処置によって戦線に復帰し、一護と共に銀城との戦闘に入る。しかし、その後は一護が一対一で銀城と戦うことになったため、途中からは戦線からは外れる。
アニメ版では病院から抜け出した後、独自に自分を斬った月島のことを調査するというエピソードが追加されており、一護の関係者に月島の霊圧の痕跡が残っていることに気づき、一護の元へと駆け付ける。

### 千年血戦篇
虚圏が「見えざる帝国」に襲撃されたことをネルたちから聞かされた一護らは、救援のために虚圏へと向かおうとするが、虚の敵である滅却師としての立場を重んじ、独り同行を拒否する。その後の動向は不明であったが、ハッシュヴァルトに連れられて「見えざる帝国」に合流しており、ユーハバッハの後継者に任命される。この待遇には、星十字騎士団に彼に対する不信感を抱かせ、行動を監視させる意味も込められている。その後、力を覚醒させる為の刻印の儀式を終えてユーハバッハと同じ“A”の聖文字（シュリフト）を与えられる。
「見えざる帝国」が瀞霊廷を侵食した後、ユーハバッハが眠りに就いている時にハッシュヴァルトからユーハバッハが戦い続ける理由を聞かされる。その後、霊王宮から瀞霊廷へ帰還した一護が意図せずに開けてしまった霊王宮の障壁の穴を通って霊王宮へ侵入しようとしているユーハバッハを止める為に向かってくる一護を「光の雨」で迎撃し、ユーハバッハやハッシュヴァルトと共に霊王宮へ侵入する。
その後、ユーハバッハが霊王の力を得ようとするのを一護が邪魔しようとしている時に乱入し、一護たちに攻撃を仕掛けて足元を崩して落下させた。これまではユーハバッハの側に付いていた理由ははっきりしなかったが、自分が滅却師だからユーハバッハに協力するという事が語られる。
その後、一護たちがユーハバッハの元に向かう途中に現れ、一護たちに地上へと帰る門があるから帰るように忠告し、これまでの行動は全てはユーハバッハを倒すためのものであり、その力を間近で見た結果ユーハバッハを倒す手はないと判断し、真世界城を破壊して道連れにしようと考えていることを明かす。しかし、ハッシュヴァルトが現れ、彼の能力で企みを看破された為に戦闘になる。ハッシュヴァルトの剣術に苦戦し、ユーハバッハから与えられた“A”の力も“B”の能力には通用せず苦戦するが、聖別が突如起こったためハッシュヴァルトが瀕死になり、さらにハッシュヴァルトの提案で“A”の能力で傷を移し替えて助かる。その後、ユーハバッハの下に向かっている最中に竜玄が現れて「静止の銀」の鏃を渡され、一護が藍染と共闘してユーハバッハと戦っている最中に「静止の銀」の鏃で奇襲をかけて全知全能を一時的に無効化し、勝利に貢献する。
十年後は、父が院長を務める空座総合病院で医師になっている。
ユーハバッハが後継者に選んだ理由には、雨竜が9年前の聖別で力を奪われず唯一生き残った滅却師であったためである。
また、キルゲ・オピーによると雨竜の神聖滅矢が自分よりも弱いはずが無いと断言されている。
しかし、キルゲが語った言葉の意味や、聖別で死ななかった理由は最後まで明かされなかった。

## 使用武器・技
BLEACHの項にも書かれている通り、滅却師の関連用語の一部に、ドイツ語系の表現が使われている（例：魂を切り裂くもの（ゼーレシュナイダー／Seele Schneider）…英語の「Soul Cutter」と同義）。
弧雀（こじゃく）
雨竜の霊子兵装。大気中に偏在する霊子を押し固めて形成される弓矢。放たれる矢の破壊力は集められる霊子の量に比例し、それに合わせて形態も変化する。石田はこの弧雀を発生させる際に、媒介として「滅却師十字（クインシークロス）」を用いているが、石田の父・竜弦の弓は、五角形の滅却師十字を核とするものではない。
見えざる帝国の滅却師によると、弓と矢の正式名称は「神聖弓（ハイリッヒ・ボーゲン）」と「神聖滅矢（ハイリッヒ・プファイル）」。

散霊手套（さんれいしゅとう）
霊子を高レベルで拡散させる力を持つ手袋。これをつけた状態で七日七夜弓を成す事が出来れば、散霊手套の霊子拡散能力を上回る霊子集束能力と、それを長時間持続させる力を身に付けた事となり、滅却師の高みに限りなく近づくことが出来る。ただし、そうなると、その霊子集束能力は散霊手套の拡散能力無しには自身でも制御し切れないものとなり、散霊手套を外すと霊子集束レベルが爆発的に向上し人間が使用できるレベルではなくなってしまうため、余程の才のある者で無い限り滅却師の力を失ってしまう。ハッシュヴァルトの言葉から正式名称は「苦難の手袋（ライデンハント）」と言い、かつて宗弦が帝国から持ち出した事が明らかとなった。その機構は真世界城を落とすべく、作られたチップに用いられている。
滅却師最終形態（クインシー・レットシュティール）
散霊手套をはずしたときの形態。霊子集束レベルが爆発的に向上し、大気中に偏在する霊子のみならず、霊子で構成された尸魂界の物質をも分解して自身の武器として再構築する事ができ、涅マユリはその様を「霊子の隷属」と評していた。戦闘能力は通常時より桁違いに高く、卍解したマユリを一撃で倒している。

銀嶺弧雀（ぎんれいこじゃく）
五角形の滅却十字を媒介に形成される、特殊な形状の弓。霊力を取り戻した石田の新たな霊子兵装。弓を引きっぱなしにしていると無数の矢が次々と放たれ、最大で1200発の連射が可能。アニメでは、虚の大群を一掃するために用いられている。死神代行消失篇以降は、弧雀と同じ見た目の弓に変わっている。アニメ版の千年血戦篇では、弓を形作らずとも矢を射ることが可能になっている。

飛廉脚（ひれんきゃく）
滅却師の高等歩法。足元に作った霊子の流れに乗ることで高速移動が可能となる。石田は死神の瞬歩よりも上だと思っている。
乱装天傀（らんそうてんがい）
無数の糸状に縒り合せた霊子の束を動かない箇所に接続し、自分の霊力で自分の身体を操り人形のように強制的に動かす超高等技術。この術を発動すれば、手足が麻痺しても骨が砕けても霊力の続く限り、動き続けることができる。

銀筒（ぎんとう）
滅却師が霊力を溜めた筒状の道具。これを使って術を発動することができる。あらかじめ霊力を溜めておく必要がある旧式の道具だが、使い方次第では大虚クラスの霊力を持つ虚とも渡り合える。
聖噬（ハイゼン）
「大気の戦陣を杯に受けよ（レンゼ・フォルメル・ヴェント・イ・グラール）」の口上で発動。銀筒を複数使用。柱上の結界で相手を攻撃する。
緑杯（ヴォルコール）
「盃よ西方に傾け（イ・シェンク・ツァイヒ）」の口上で発動。銀筒を二本使用。衝撃波を起こし、落下などの衝撃から自分の身を守ることができる。
五架縛（グリッツ）
「銀鞭下りて五手石床に堕つ（ツィエルトクリーク・フォン・キーツ・ハルト・フィエルト）」の口上で発動。銀筒を一本使用。五つの帯で相手を縛り付ける。

装身具
アニメのみに登場。涅ネムから滅却師の力を失っていた際に手渡され、これにより雨竜は一時的に滅却師の力を取り戻す。出力は安定せず、タイミングによって強さが変わる。

魂を切り裂くもの（ゼーレシュナイダー）
滅却師唯一の「刃を持った武器」（後述の通り決して「剣」ではない）。
雨竜の父・竜弦が院長を務める空座総合病院内の隠し倉庫から拝借してきたもの。それにより、ペッシェに泥棒呼ばわりされる。
外見は柄から青い光が出て刃になっているが、チェーンソーのような武器であり、刀身の表面を霊子が一秒に300万回も往復している。振動で切ることにより対象の霊子結合を弱め、対象物の霊子を自身の霊子として奪いやすくすることが出来る。また、霊子を拡散させる敵との戦闘に際し、柄頭に霊子を蓄え、それを消費し、刃を一時的に回復出来る。後述の破芒陣（シュプリンガー）は、それを応用した技である。
その外見や使い方から剣と誤解されやすいが実体はあくまで矢であり、霊子兵装と共に弓矢として使用される。

破芒陣（シュプレンガー）
ゼーレシュナイダーを使って描いた滅却印（クインシーツァイヒェン）の陣に敵を閉じ込め、銀筒に集めた霊子をゼーレシュナイダーに流し込むことで陣内で爆発を起こす技。術式に時間が掛かる性質上、一対一の戦闘で使用するのには向かないが、アニメ版では時折単独で発動することがある。

光の雨（リヒト・レーゲン）
相手の上空から、銀嶺弧雀による無数の矢を一斉に放ち攻撃する。

光の風（リヒト・ヴィント）
劇場版4作目及びアニメ版で使用。前方の敵に向けて、銀嶺弧雀による無数の矢を一斉に放つ。

封庫滅陣（ゲルトシュランク）
劇場版4作目で使用。ゼーレシュナイダーを使って、相手の周囲を高密度の霊子で形成された立方体の結界で覆い、破芒陣と同種の結界を作り出す技。その後は破芒陣と同じく、銀筒をゼーレシュナイダーに流す事で大爆発を起こす事が可能。

白面くだし（はくめん - ）
マユリが製造した破面専用の地雷を使って、相手をその地から落とす技。

完全反立（アンチサーシス）
ユーハバッハから授かった聖文字“A”の能力。
指定した2点の間に“既に起きた”出来事を“逆転”させる事ができる。ハッシュヴァルトからはユーハバッハの所有する「全知全能」にも対抗し得る力と評されていたが、彼が所有するより戦闘的な「世界調和」の前には有効ではなかった。
アニメ版では、他者と物の位置を入れ替えたり、自分が敵の技で拘束された事実を、敵が自分自身の技で拘束されたと改変している。

血装（ブルート）
血管の中に直接霊子を流し込んで、攻撃能力と防御能力を飛躍的に向上させる滅却師の戦闘技術。
アニメ版の千年血戦篇で使用。

滅却師完聖体（クインシー・フォルシュテンディッヒ）
見えざる帝国の滅却師の使う強化形態。アニメ版の千年血戦篇で使用。背には一対の翼が形成され、腕と足に霊子の意匠が装着される。矢の羽根の形をした無数の霊子兵装を自在に操り、そこから神聖滅矢を放つことができる。

## アニメ
アニメオリジナルのバウント編では、滅却師としての力を失いながらも、持ち前の器量で一護たちの力となった一方で、尸魂界進出を目論む狩矢らバウント達に狙われることとなる。狩矢と敵対する中、自らを助けたバウントの芳野に母親の面影を重ね、惹かれる。芳野を狩矢に殺されてから滅却師の力を取り戻すために修行に励むが、涅ネムに渡された滅却師の戦闘用装身具により、一時的に滅却師の力を取り戻す。瀞霊廷内でヨシを倒し、狩矢と対峙し善戦するが装身具が壊れたため、一護に後を託し、退却した。また、アニメでは母親のことを「いつも笑っているのに泣いているようだった」と言っているが、放映当時は母親の片桐叶絵は、まだ原作では登場していなかった。
新隊長天貝繍助篇では、雲井が雇った殺し屋の一人である九頭竜四郎と対決し、勝利して退却させた。
斬魄刀異聞篇では、一護達現世メンバーや他の死神達と共に現世に侵攻した村正との戦いに参加し、実体化した千本桜と対決して互角の戦いを繰り広げた。
護廷十三隊侵軍篇では、影狼佐と対決するが、空間操作の能力によって敗北してしまう。その後、望実の覚醒に協力した。終盤にはルキアたちと尸魂界へ向かい、影狼佐と再対決して破芒陣で倒そうとするが、望実と融合してパワーアップした影狼佐には通用しなかった。死神図鑑では、大前田が負傷したことを忘れていた。